# هدر ویلسن
هدر ویلسن (انگلیسی: Heather Wilson؛ زادهٔ ۳۰ دسامبر ۱۹۶۰) سیاست‌مدار آمریکایی و وزیر سابق نیروی هوایی ایالات متحده آمریکا است. او از ۱۹۹۸ تا ۲۰۰۹ نماینده جمهوری‌خواه مجلس نمایندگان ایالات متحده آمریکا از حوزه انتخابیه یکم نیومکزیکو  بود. از ۲۰۱۳ تا ۲۰۱۷ رئیس مدرسه معادن و فناوری داکوتای جنوبی در رپید سیتی، داکوتای جنوبی بود. او نخستین کهنه سرباز نظامی زنی بود که یک دوره کامل به نمایندگی کنگره انتخاب شد. ویلسن اعلام کرد در ۳۱ مه ۲۰۱۹ برای بر عهده گرفتن ریاست دانشگاه تگزاس در ال پاسو از سمت وزیر نیروی هوایی استعفا می دهد.
در حالی که وزیر نیروی هوایی بود، ویلسون بر بازگرداندن آمادگی نیرویی تمرکز کرد که پس از سالها جنگ و محدودیت‌های بودجه کاهش یافته بود. وی سه سال مستقیم افزایش بودجه دو رقمی برای قابلیت فضای نظامی را پیشنهاد و پشتیبانی کرد و به‌طور عمومی تصدیق کرد که در هر درگیری در آینده احتمالاً فضا مورد مناقشه خواهد بود. ویلسون همچنین با ایجاد سهولت در تأمین نیروی هوایی برای شرکت‌های نوآور، اجرای اصلاحات اکتساب را برای کاهش زمان دستیابی به توانایی نظامی به جنگجو و افزایش رقابت هدایت کرد. ویلسون به دلیل خدمات برتر پس از بازنشستگی توسط نیروی هوایی، ارتش، نیروی دریایی و وزارت دفاع مورد تقدیر قرار گرفت.
ویلسون در حالی که در مجلس نمایندگان ایالات متحده بود، با تمرکز بر موضوعات امنیت ملی، در کمیته انتخاب دائمی اطلاعات مجلس نمایندگان ایالات متحده و کمیته خدمات مسلح مجلس نمایندگان ایالات متحده فعالیت می‌کرد. وی همچنین بر خدمات بهداشتی، انرژی، تولید و تجارت و ارتباطات از راه دور متمرکز بود و در کمیته انرژی و تجارت مجلس نمایندگان ایالات متحده فعالیت می‌کرد. او ترجیح داد برای انتخابات مجدد در سال ۲۰۰۸ کاندید نشود و به دنبال کرسی سناتور بازنشسته پیت دومنیچی در سنای ایالات متحده بود اما در انتخابات مقدماتی جمهوری‌خواه پس از استیو پیرس نماینده کنگره، که سپس در انتخابات عمومی به تام اودال دموکرات باخت، مقام دوم را کسب کرد. وی در ۷ مارس ۲۰۱۱، نامزد دیگری برای مجلس سنا در سال ۲۰۱۲ برای جایگزینی سناتور بازنشسته جف بینگامان اعلام کرد، اما در انتخابات عمومی به مارتین هاینریش دموکرات، جانشین خود در مجلس نمایندگان باخت.
در آوریل ۲۰۱۳ توسط هیئت رئیسه داکوتای جنوبی وی به عنوان رئیس دانشکده معادن و فناوری داکوتای جنوبی انتخاب شد. وی هجدهمین رئیس‌جمهور و اولین رئیس‌جمهور زن، معادن SD بود. در ۲۳ ژانویه ۲۰۱۷، رئیس‌جمهور دونالد ترامپ اعلام کرد که ویلسون را به عنوان وزیر نیروی هوایی معرفی خواهد کرد. سنای آمریکا نامزدی وی را در ۸ مه ۲۰۱۷ تأیید کرد. در ۸ مارس ۲۰۱۹، ویلسون گفت که برای تصدی دفتر رئیس دانشگاه تگزاس در ال پاسو، از ۳۱ مه ۲۰۱۹، به عنوان دبیر استعفا می‌دهد. در تاریخ ۲ مارس، رئیس‌جمهور ترامپ ویلسون را به عضویت هیئت علمی ملی منصوب کرد.